# نیک هوران
نیک هوران (انگلیسی: Nick Hurran؛ زادهٔ 	۱۹۵۹) کارگردان سینما و تلویزیون اهل بریتانیا است. فیلم او با عنوان شب دخترانه که در سال ۱۹۹۸ ساخته شد، به چهل‌وهشتمین دورهٔ جشنواره بین‌المللی فیلم برلین راه یافت.
هوران با تهیه‌کننده تلویزیونی، میشل باک، ازدواج کرده و این زوج دارای دو فرزند هستند.

## گزیده فیلم‌شناسی
| - Remember Me? (۱۹۹۷) - شب دخترانه (۱۹۹۸) - Virtual Sexuality (۱۹۹۹) - Plots with a View (۲۰۰۲) - دفترچه سیاه (۲۰۰۴) - تفاوت دختر و پسر (۲۰۰۶) | - The Perfect Match (۱۹۹۵) - Happy Birthday Shakespeare (۲۰۰۰) - Take a Girl Like You (۲۰۰۰) - The Last Detective (۲۰۰۳؛ ۱ قسمت) - Walk Away and I Stumble (۲۰۰۵) - A Class Apart (۲۰۰۷) - Bonekickers (۲۰۰۸؛ ۱ قسمت) - The Prisoner (۲۰۰۹؛ ۶ قسمت) - دکتر هو (۲۰۱۱–۲۰۱۳): - The Girl Who Waited - The God Complex - Asylum of the Daleks - The Angels Take Manhattan - روز دکتر - شرلوک: - آخرین سوگند او - کارآگاه دروغ‌گو - Childhood's End (۲۰۱۵؛ ۳ قسمت) - مسافران (۲۰۱۶؛ ۱ قسمت) - کربن تغییر یافته (۲۰۱۸؛ ۲ قسمت) |